# Martens van der Heever
Pas d'image ? Cliquez ici

a Compétitions nationales et continentales officielles uniquement.

Dernière mise à jour le 2 janvier 2019.
Marthinus Jacobus van der Heever dit Martens van der Heever, né le 20 novembre 1990 à Bloemfontein en Afrique du Sud, est un joueur sud-africain de rugby à XV qui évolue au poste de talonneur et de pilier. Il joue au Stade toulousain en 2013-2014.

## Biographie
Martens van der Heever, qui peut jouer talonneur ou pilier, a intégré en début de saison le centre de formation du Stade toulousain, même s'il n'a pas tardé, en raison de la pénurie au poste de talonneur (blessures de Vasil Kakovin et de Jaba Bregvadze), à multiplier les apparitions en équipe Une. Ce jeune joueur a signé un contrat espoir d'un an. C'est Daan Human, l'ancien pilier toulousain rentré dans son pays d'origine depuis sa retraite sportive en 2012, qui a suggéré au staff le recrutement de son compatriote. Il n'a pas attendu longtemps pour faire ses débuts en équipe première. Arrivé le lundi 2 septembre d'Afrique du Sud, il prend en effet place sur le banc dès le mercredi pour la venue du Racing Métro 92 et entre en jeu à la place de Christopher Tolofua à dix-huit minutes du terme de la rencontre.